# Мухоловка ластівкова
Мухоло́вка ластівкова (Muscicapa ussheri) — вид горобцеподібних птахів родини мухоловкових (Muscicapidae). Мешкає в Західній Африці. Вид названий на честь британського колоніального адміністратора і натураліста Герберта Ушшера.

## Поширення і екологія
Ластівкові мухоловки мешкають в Гвінеї-Бісау, Гвінеї, Сьєрра-Леоне, Ліберії, Кот-д'Івуарі і Гані. Вони живуть у вологихі сухих тропічних лісах, на узліссях і галявинах та в галерейних лісах.